# Paul Korff

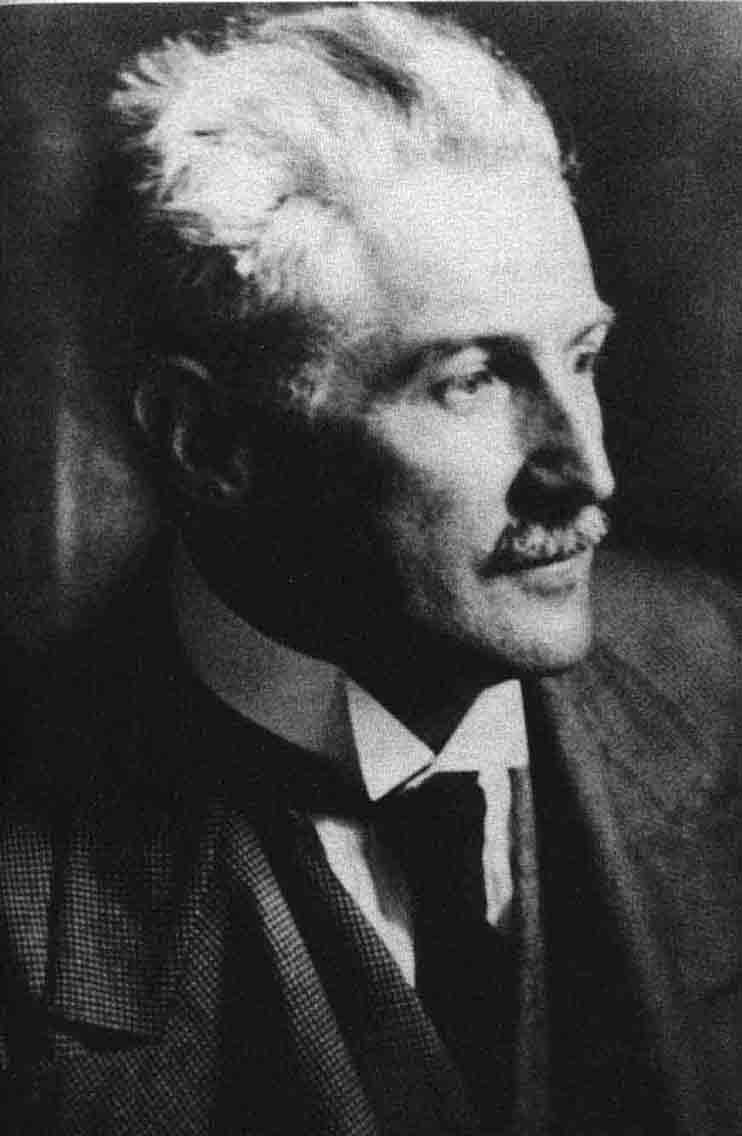
Paul Korff

Paul Johannes Adolf Korff (* 25. Oktober 1875 in Laage; † 2. Mai 1945 ebenda) war ein deutscher Baumeister und Architekt. Er wurde vor allem durch den Bau von Kaufhäusern, Gutshäusern und Herrensitzen bekannt.

## Leben
Paul Korff war der Sohn des Maurermeisters Friedrich (Christian Gottfried) Korff und dessen Frau Christine Luise Marie, geb. Sternberg. Nach dem Schulabschluss in Güstrow besuchte er zur Berufsausbildung das Technikum Neustadt-Glewe. Etwa 1897 erhielt er eine Anstellung im Büro des Oberhofbaurates Gotthilf Ludwig Möckel in Doberan, für den er die Bauleitung an der Trinitatiskirche in Hainichen übernahm. In Sachsen lernte er auch Marie Aloyse Leonhardt (* 1880) kennen und verlobte sich 1898 mit ihr. Seine nächste Station war Rostock, wo er 1899 mit dem Architekten Alfred Krause die Bürogemeinschaft „Krause & Korff“ gründete. In diese Zeit fielen der Bauauftrag für das Hotel „Stadt Hamburg“ in Waren (Müritz), seine Heirat mit Marie am 20. Mai 1901 und der Auftrag für das Krankenhaus in Laage, welches 1902 eingeweiht wurde. Im Jahr 1903 verlagerte Korff seinen Lebensmittelpunkt wieder in seine Heimatstadt Laage, wo er das „Landhausbaubüro Laage“ mit rund 20 Mitarbeitern gründete. Der Betrieb existierte bis etwa 1929 unter diesem Namen.
Die Geschäfte beschränkten sich nicht nur auf reine Architektenaufträge. Sein familiärer Hintergrund und die damit gegebene lokale Bekanntheit ermöglichten ihm, ins Baugeschäft in größerem Stil einzusteigen. Er befasste sich mit der Modernisierung von Wohn- und Nutzgebäuden auf den vielen Gutshöfen der Umgebung sowie mit öffentlichen Bauaufträgen. Unter anderem leitete Korff 1906 den Umbau des Gutshofes in Badow und von 1910 bis 1912 des Schlosses Bellin bei Güstrow. Beide Objekte waren klassizistisch und wurden von ihm neobarock umgedeutet. Auch das gleichzeitig im Auftrag einer Bankiersfamilie aus Oldenburg neu errichtete Herrenhaus Büttelkow, Gemeinde Biendorf, vereinte Elemente des Neobarock mit klassizistischen Anklängen und hier sogar Jugendstilelementen. Sein späterer Stil war durch die Architektur des Werkbunds wie Hermann Muthesius und Paul Schultze-Naumburg beeinflusst.
Bald nach Ausbruch des Ersten Weltkriegs zog es Korff, wie viele andere Architekten aus dem Reich, nach Ostpreußen. Die russische Armee hatte 1914 in Ostpreußen große Verwüstungen hinterlassen. Nachdem die Truppen des Zaren zurückgeschlagen waren, entwickelte sich mitten im Krieg ein lokaler Bauboom mit dem Ziel eines möglichst raschen Wiederaufbaus der Region. Korffs Arbeiten sind dort nur teilweise nachweisbar, jedoch sind Zeichnungen von Möbeln aus dieser Zeit erhalten, die darauf schließen lassen, dass er sich dort nicht nur mit der Gestaltung von Gebäuden befasste. Zwischendurch hatte er noch Zeit, Pläne für Um-, Aus- und Neubauten in Rostock und Güstrow auszuarbeiten.
Nach dem Krieg liefen die Geschäfte offenbar zunehmend schlechter. Für diese Zeit sind die Planungen zum Wiederaufbau des 1925 brandzerstörten Rathauses in Malchin (Baufertigstellung 1927) sowie der Entwurf des Gefallenenehrenmales bei Teterow nachweisbar. Eine seiner letzten und vor allem bekannteren Arbeiten war der Neubau der katholischen Kirche in Güstrow im damals modernen Stil der Neuen Sachlichkeit. 1926 wurde in seiner Heimatstadt Laage ein Wasserturm nach seinem Entwurf errichtet.
Der Dresdener Bauingenieur Hermann Gätjen begann Anfang der 1920er Jahre für Korff zu arbeiten und stieg später zum Geschäftspartner auf. 1921 heiratete er Korffs älteste Tochter. Während der Weltwirtschaftskrise scheinen die Geschäfte Korffs von seinem Sohn Leonhardt und Gätjen übernommen worden zu sein. Am 26. Juli 1928 starb Marie Korff, im August 1931 feierte Paul Korff Hochzeit mit Ilse Kühn (1902–1945), der Tochter des Rostocker Zeichenlehrers und Kunstmalers Gustav Kühn. Während der nachfolgenden Jahre ist sein Leben kaum dokumentiert, bekannt sind lediglich der Verkauf seines Wohnhauses ca. 1941/42 sowie der Verlust seiner gesamten Unterlagen während der Kriegswirren. Kurz vor dem Einmarsch der Roten Armee, am 2. Mai 1945, schied Paul Korff gemeinsam mit seiner zweiten Ehefrau freiwillig aus dem Leben. Sie wurden in einem Gemeinschaftsgrab auf dem Friedhof in Laage beigesetzt.
An der ehemaligen „Villa Korff“ in der Bahnhofsstraße in Laage ist eine Gedenktafel angebracht.
Paul Korff war Mitglied im Deutschen Werkbund und im Bund Deutscher Architekten.

## Bauten und Entwürfe
- 1900 Wohn- und Geschäftshaus Breesener Straße 33 (Laage)
- 1902 Hotel „Stadt Hamburg“ in Waren (Müritz)
- 1902 Krankenhaus in Laage
- 1903 Verlagshaus „Mecklenburgische Volks-Zeitung“, Doberaner Straße 6 in Rostock
- 1903 Gutshaus in Stubbendorf (bei Tessin)
- 1903 Gutshaus Badow
- 1903 Klubhaus des „Mecklenburgischen Jachtklubs“ in Rostock-Gehlsdorf
- 1903 bis 1907 Gutshaus, Arbeiterwohnhäuser und Inspektorenhaus in Wendorf
- 1905 Hotel „Zur Goldenen Kugel“ in Neubrandenburg
- 1905 Gutshaus in Groß Vielen
- 1907 eigenes Wohnhaus mit Atelier in Laage
- 1907 Villa Boddenwacht in Ahrenshoop
- 1907 Entwurf „Binah Vollbuer“ für den Wettbewerb des Heimatbundes Mecklenburg für ein kleinbäuerliches Gehöft mit lobender Anerkennung
- 1907 Entwurf „Alles unner ein Dack“ für den Wettbewerb des Heimatbundes Mecklenburg für ein kleinbäuerliches Gehöft mit lobender Anerkennung
- 1908 Herrenhaus auf Gut Zarnekow b. Wismar
- 1909 Entwurf für den Wettbewerb zum Neubau des Kurhauses Warnemünde mit einem Zweiten Preis
- 1909 Rostocker Bank, heute Deutsche Bank in Rostock
- 1909 Wohnhaus Gustav Zeeck („Zeeck'sche Villa“) in Rostock
- 1909 Sommerhaus für Dr. Scheven, Rostock-Warnemünde[4]
- 1909 Sommerhaus für Rechtsanwalt Kiesow, Rostock-Warnemünde[5]
- 1909–1911 Herrenhaus in Wichmannsdorf (Kröpelin)
- 1909–1910 Kurhotel in Schwerin-Zippendorf
- 1910 Herrenhaus Büttelkow in Biendorf (Mecklenburg)
- 1910 Textilkaufhaus Gustav Zeeck in Rostock (Im 2. Weltkrieg zerstört)
- 1910 Kaufhaus Franz Schurig in Rostock. (1930–1945 Teppichhaus Zeeck, 1949–1990 Konsument-Kaufhaus, 1991–2018 Schuhhaus Leiser, seit Mai 2024 Kosmetikgeschäft)
- 1910–1911 Volksbank in Rostock, Ecke Buchbinderstraße.
- 1911 Umbau Gutshaus in Pötenitz
- 1911 Hotel Am Alten Strom, Rostock-Warnemünde
- 1911–1912 Schloss Bellin
- 1911–1912 Herrenhaus Gut Hasenwinkel bei Neukloster
- 1911–1912 Herrenhaus auf Gut Lübzin
- 1911–1912 Villa Korff (Laage)
- 1912 Wohnhaus in Rostock, St.-Georg-Straße 103 / Am Reifergraben
- 1912 Wohnhaus Hans Winterstein in Rostock, Schillerplatz 10, heute Max-Samuel-Haus
- 1912 Landhaus Heilmannshöhe in Güstrow für den Fabrikanten Ernst Heilmann
- 1912 Herrenhaus in Groß Timkenberg
- 1912 Wohnhaus „Haus Magdeburg“ in Güstrow
- 1912–1913 Wohnhaus „Villa Siegfried“ in Schwerin, Schloßgartenallee
- 1912 Herrenhaus in Moisall
- 1912–1913 Herrenhaus in Mentin bei Parchim für den Industriellen und Rittmeister Arthur Poensgen
- 1912–1913 Herrenhaus in Lehnenhof bei Neubukow
- vor 1912 Landhaus in Beckerwitz
- vor 1912 Herrenhaus in Barz
- vor 1912 Herrenhaus in Hülseburg
- 1913 Geschäftshaus in Güstrow
- 1913 Geschäftshaus in Marggrabowa (heute Polen)
- 1913 Geschäftshaus in Waren (Müritz)
- 1913 Rostock Hauptbahnhof, Neugestaltung der Empfangshalle am Bahnhofsvorplatz
- 1913–1914 Textilkaufhaus Gustav Zeeck in Kolberg (heute Polen)
- 1914 Umbau Kaufhaus in Krakow am See
- 1914 Geschäfts- und Wohnhaus der Spirituosenfabrik Conrad Lehment, Kröpeliner Straße Nr. 28 (heute Nr. 53) in Rostock (mit dem Geschäft von Uhrmachermeister und Juwelier Paul Ihlenburg und der Buchhandlung Gebr. Ernst & Hans Grundgeyer)
- 1914 Blücherdenkmal in Laage
- 1915 Umbau Geschäftshaus August Speiser, Steinstraße 6 in Rostock
- vor 1916 Verwaltungsgebäude in Güstrow
- zwischen 1916 und 1922 Textilkaufhaus Gustav Zeeck in Köslin (heute Polen)
- zwischen 1918 und 1920 Schloss Vollrathsruhe
- vor 1920 Schloss in Plathe (heute Polen)
- vor 1920 Schloss Speck (Pommern), Ort unklar
- 1922–1923 Hesslerhof in Mainz-Amöneburg
- 1924 Handelsschule, Werftstraße 5 in Rostock. Später Verwaltungsgebäude der Neptunwerft, heute Seminargebäude der EUFH med.
- 1926 Wasserturm Laage
- 1927 Wiederaufbau Rathaus Malchin
- 1927 Kriegerdenkmal 1914–18 in Teterow
- 1930 Kaufhaus Rudolf Schlüter in Rostock (Eröffnung 1932, Abbruch 1995)
- 1928–1929 Mariä-Himmelfahrt-Kirche in Güstrow
- 1930 Renovierung und teilweiser Umbau des Herrenhauses in Rothspalk[6]
- 1935 Innere Umbauten der Prahst’schen Villa für die Katholische Kirchengemeinde zu Bützow[7]

## Galerie

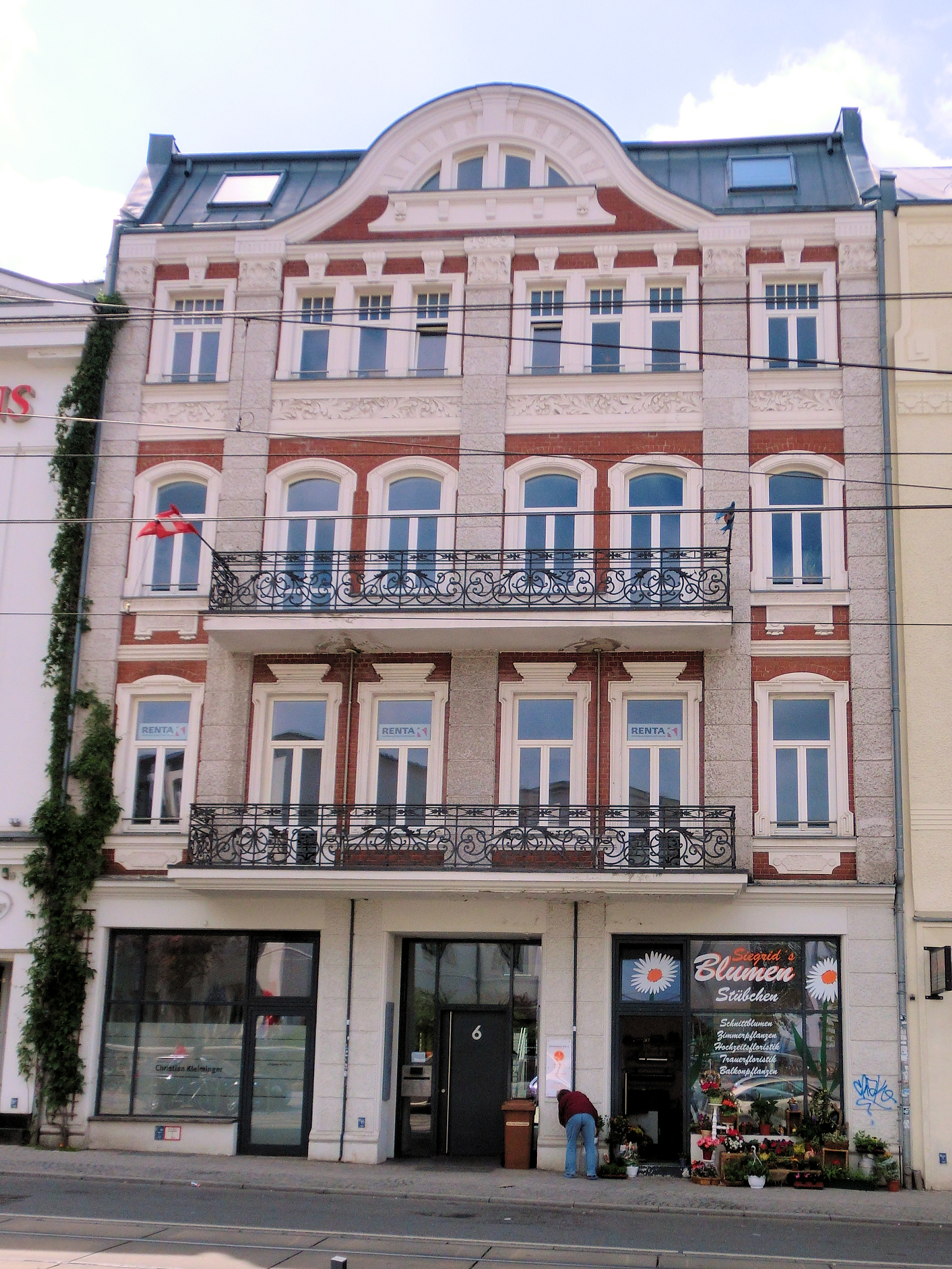
1903 Geschäftshaus Doberaner Straße 6 in Rostock
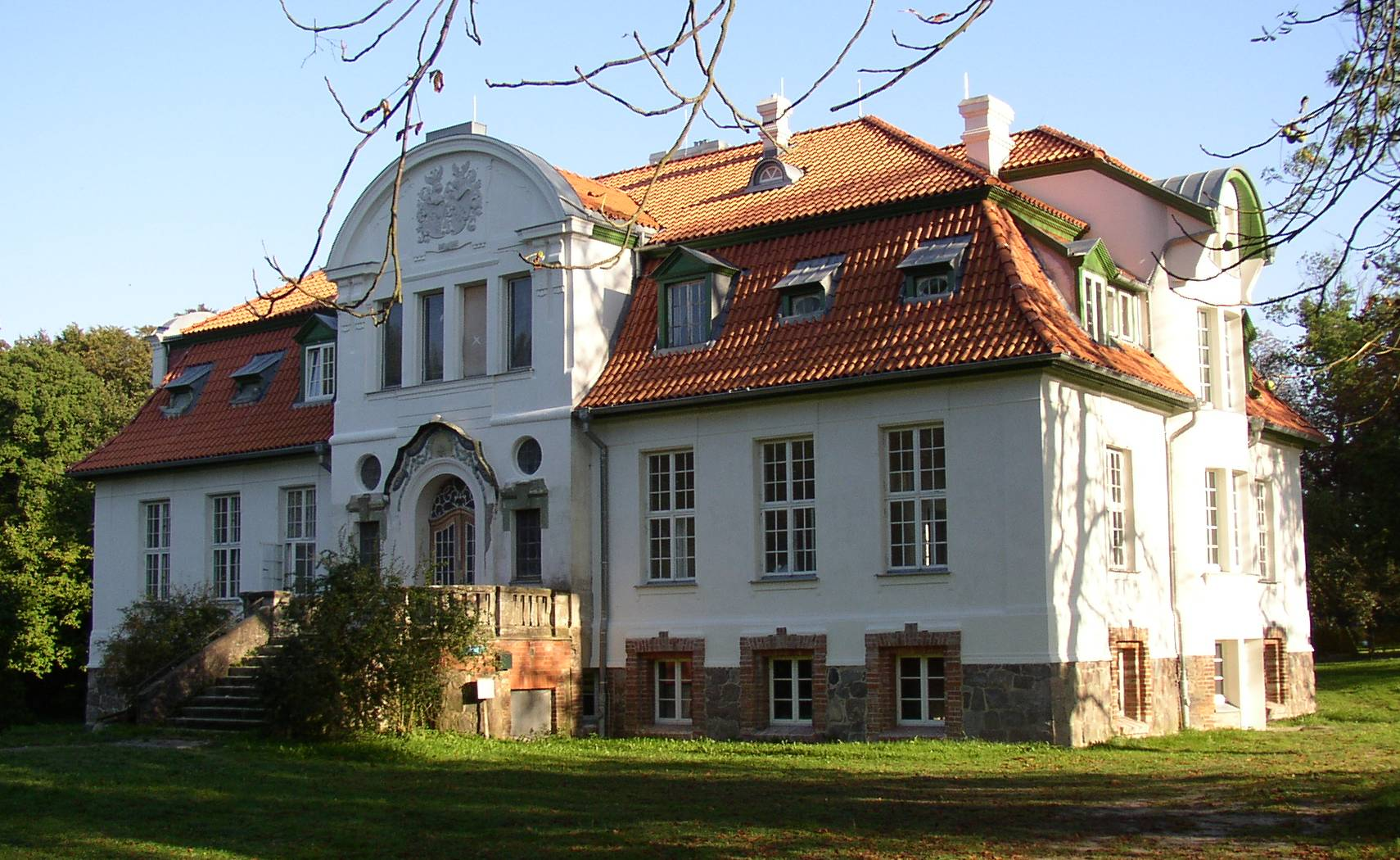
1903 Gutshaus in Stubbendorf bei Tessin
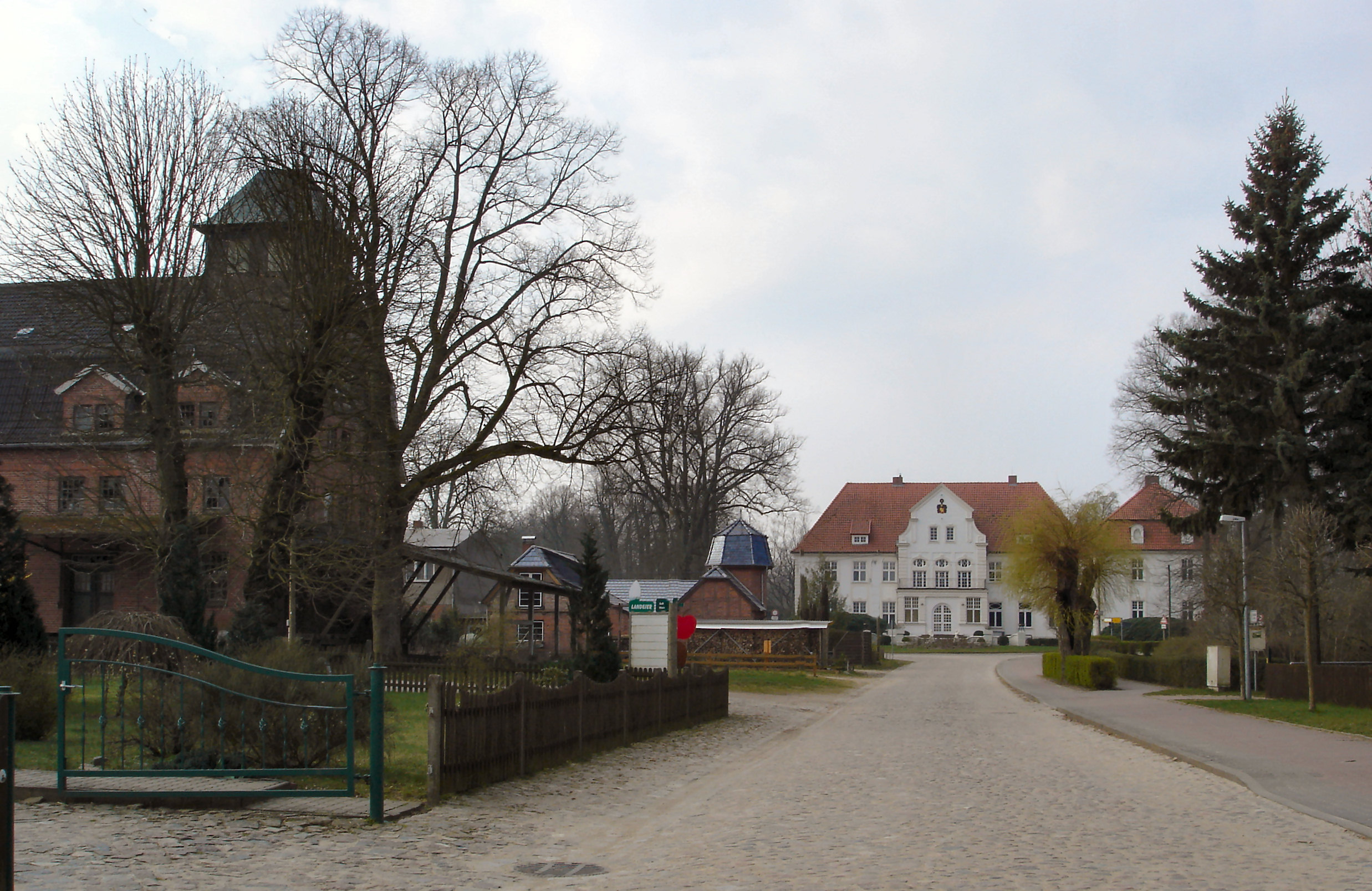
1903 Gutshaus in Badow
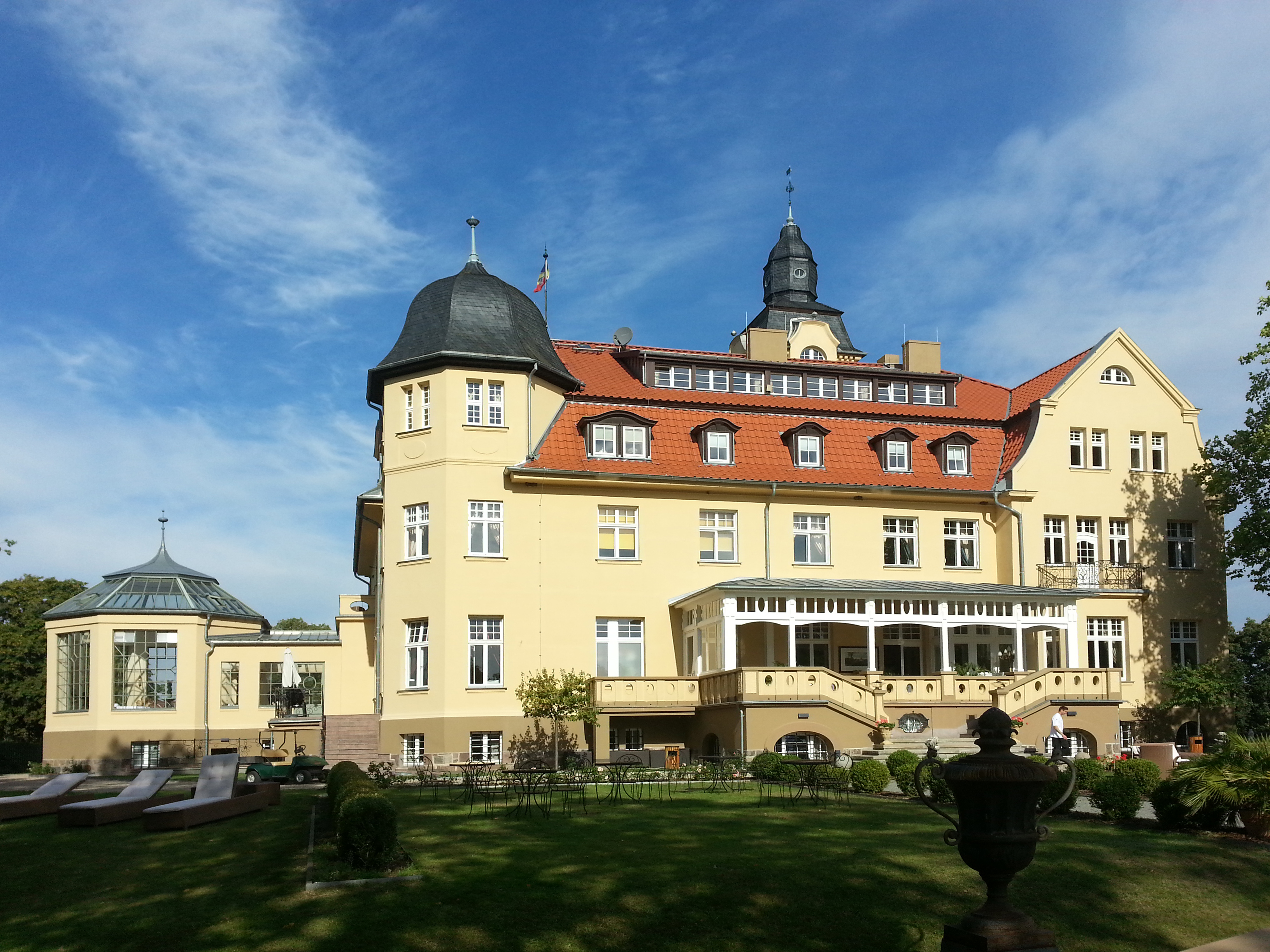
1905 Jagdschloss Wendorf
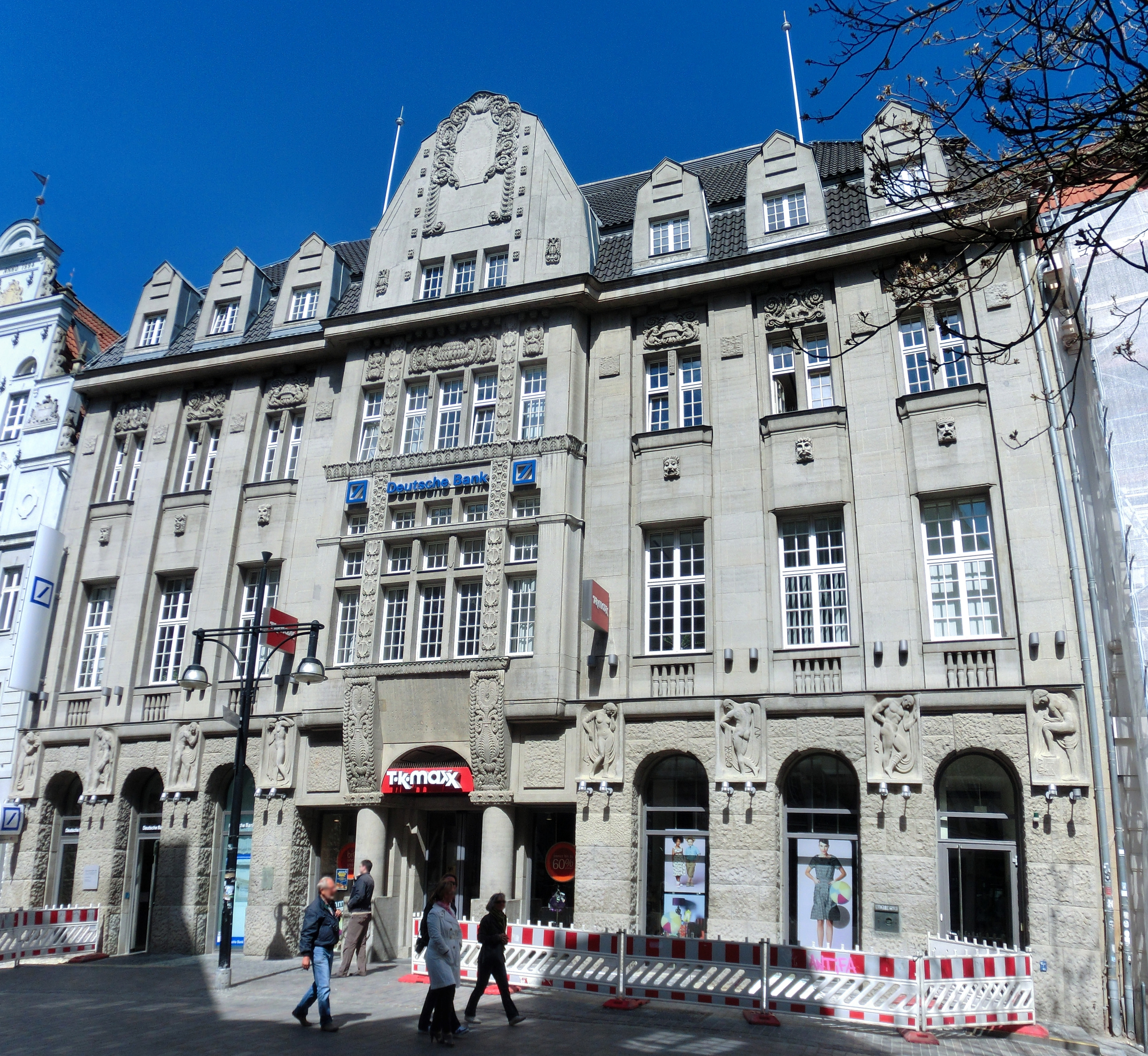
1909 Geschäftshaus Rostocker Bank, Kröpeliner Straße 84 in Rostock
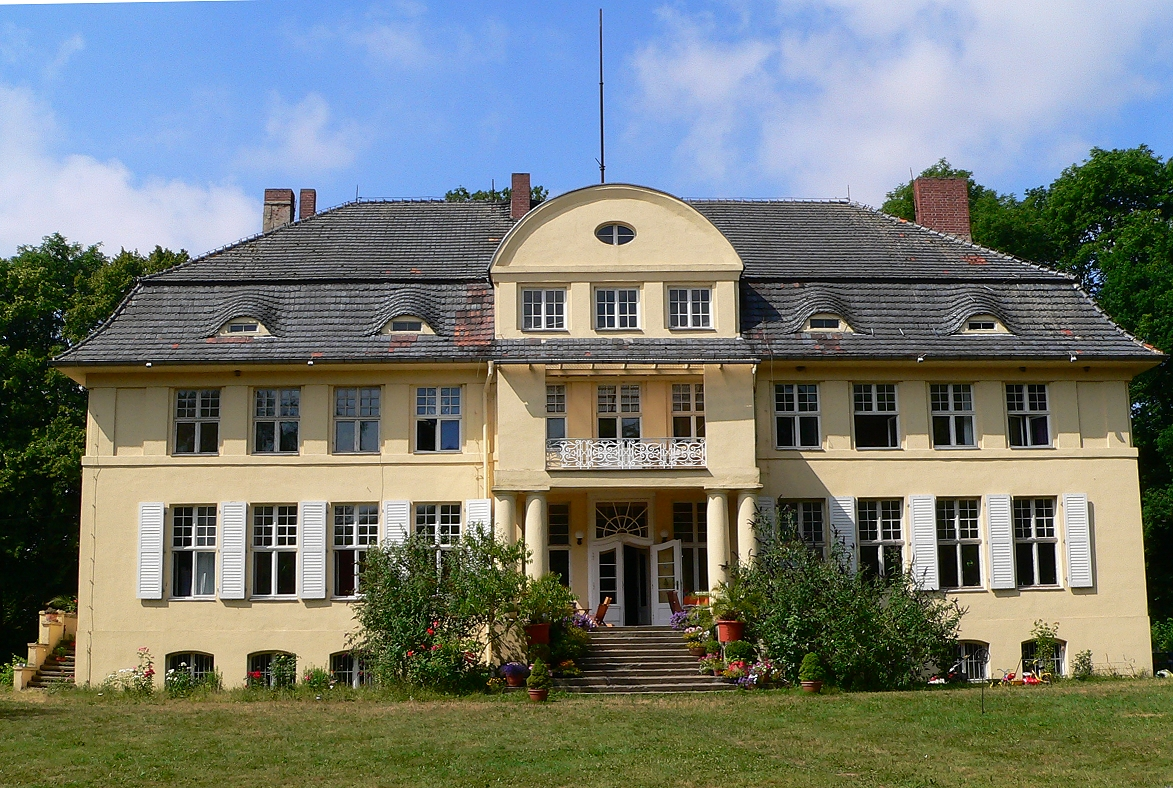
1910 Herrenhaus Büttelkow
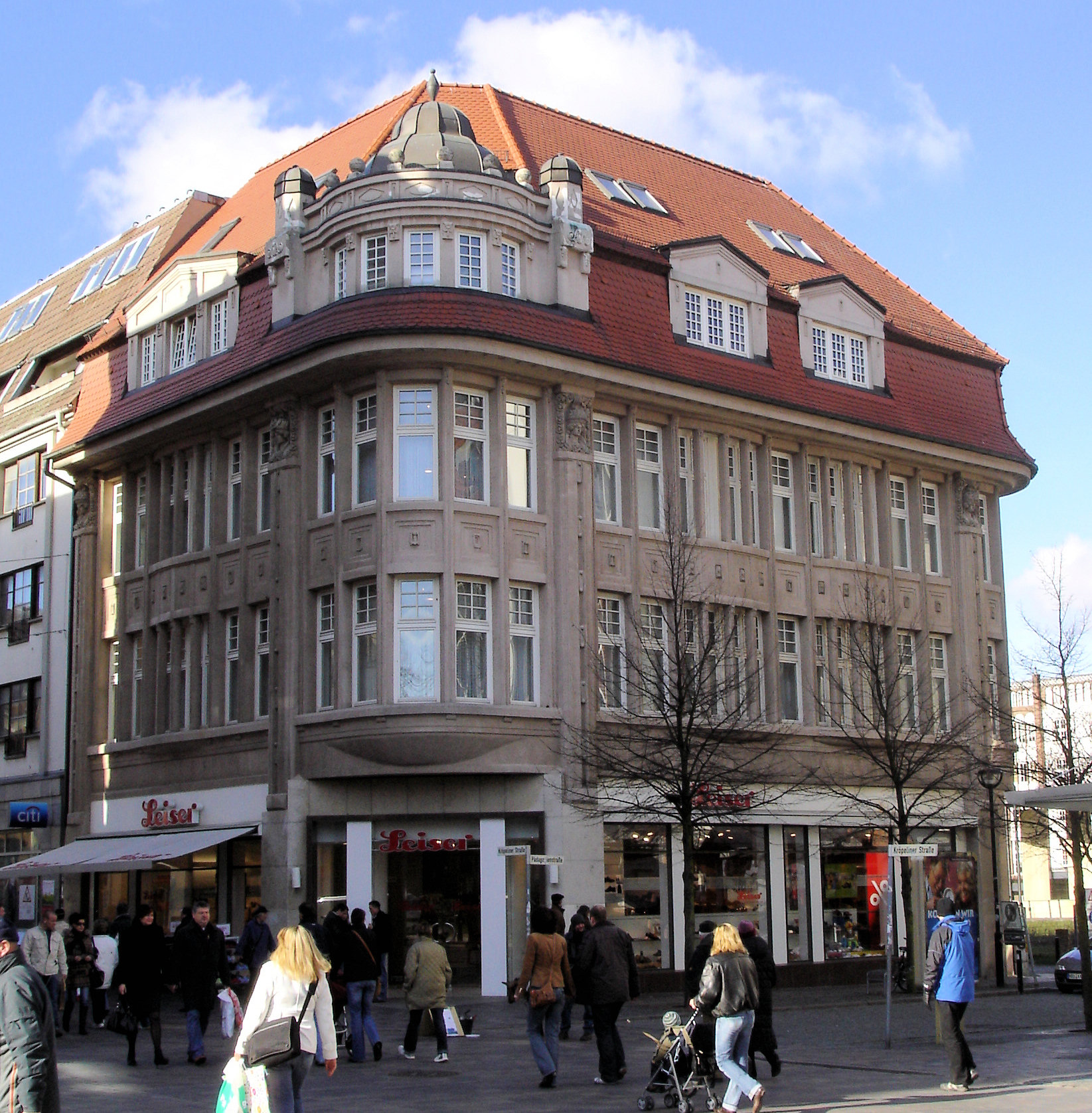
1910 Kaufhaus Franz Schurig, Kröpeliner Str. 42 in Rostock
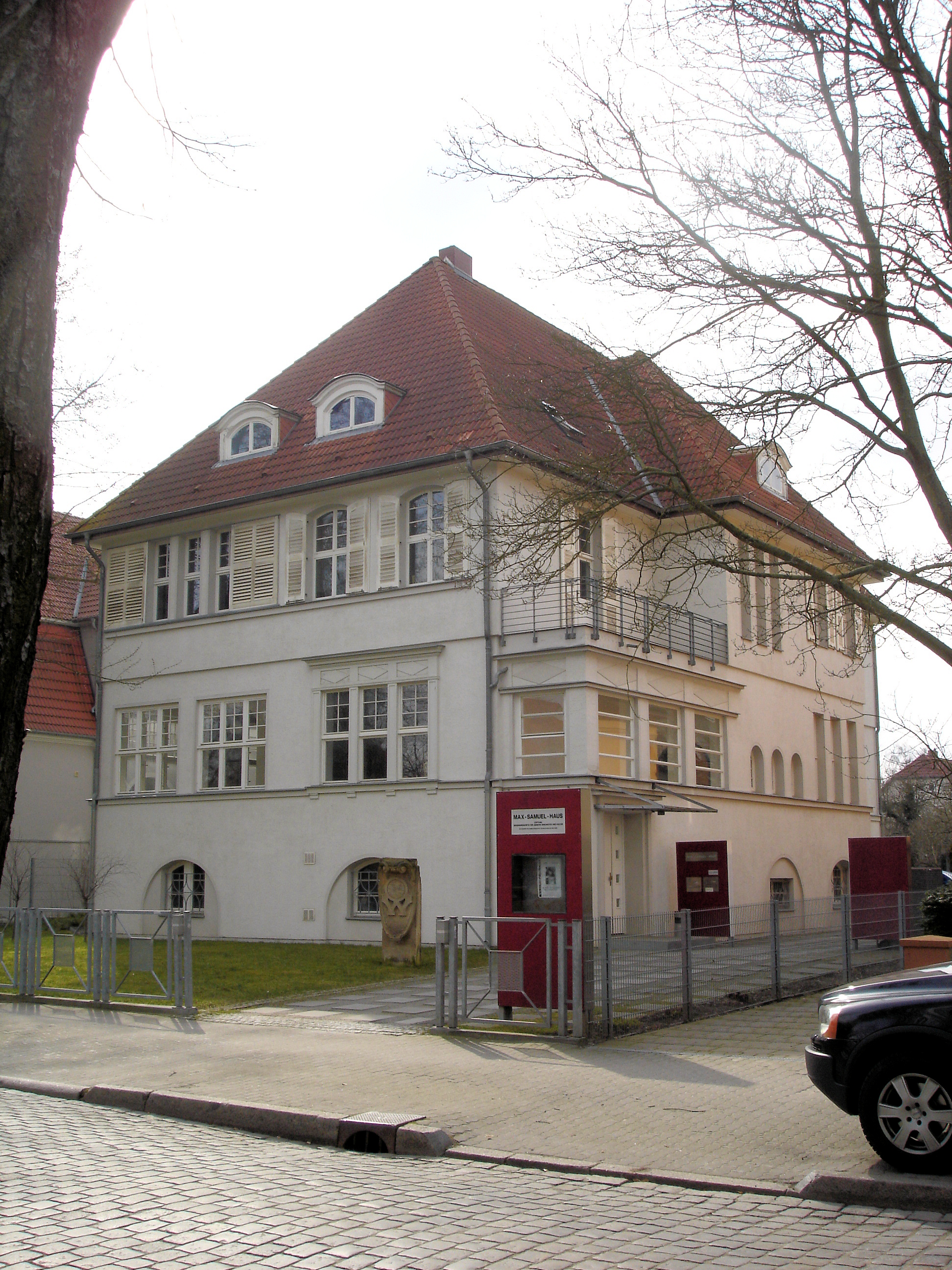
1912 Wohnhaus für Hans Winterstein, Schillerplatz 10 in Rostock
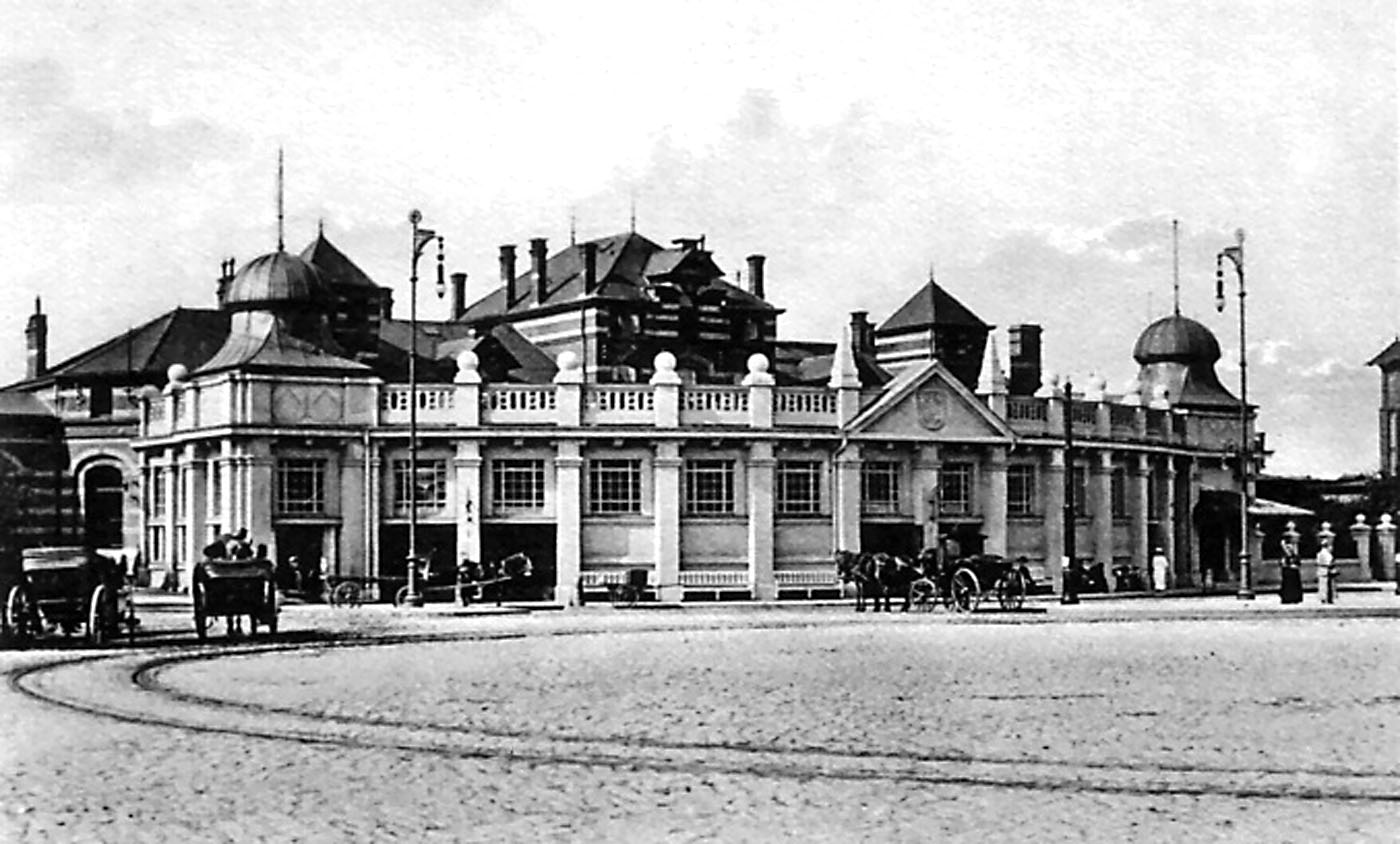
1913 Repräsentative Empfangshalle am Rostocker Hauptbahnhof
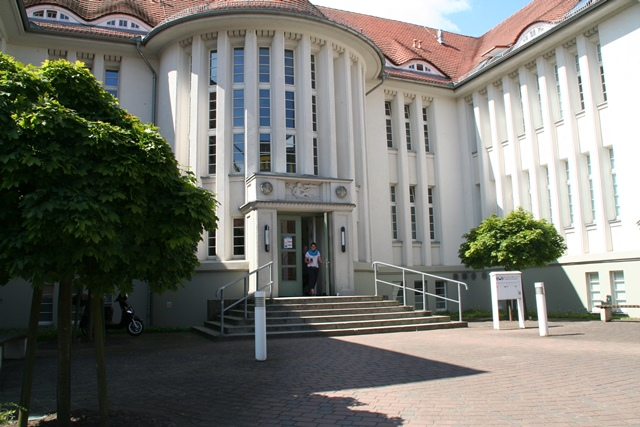
1924 Handelsschule in Rostock, Werftstraße 5
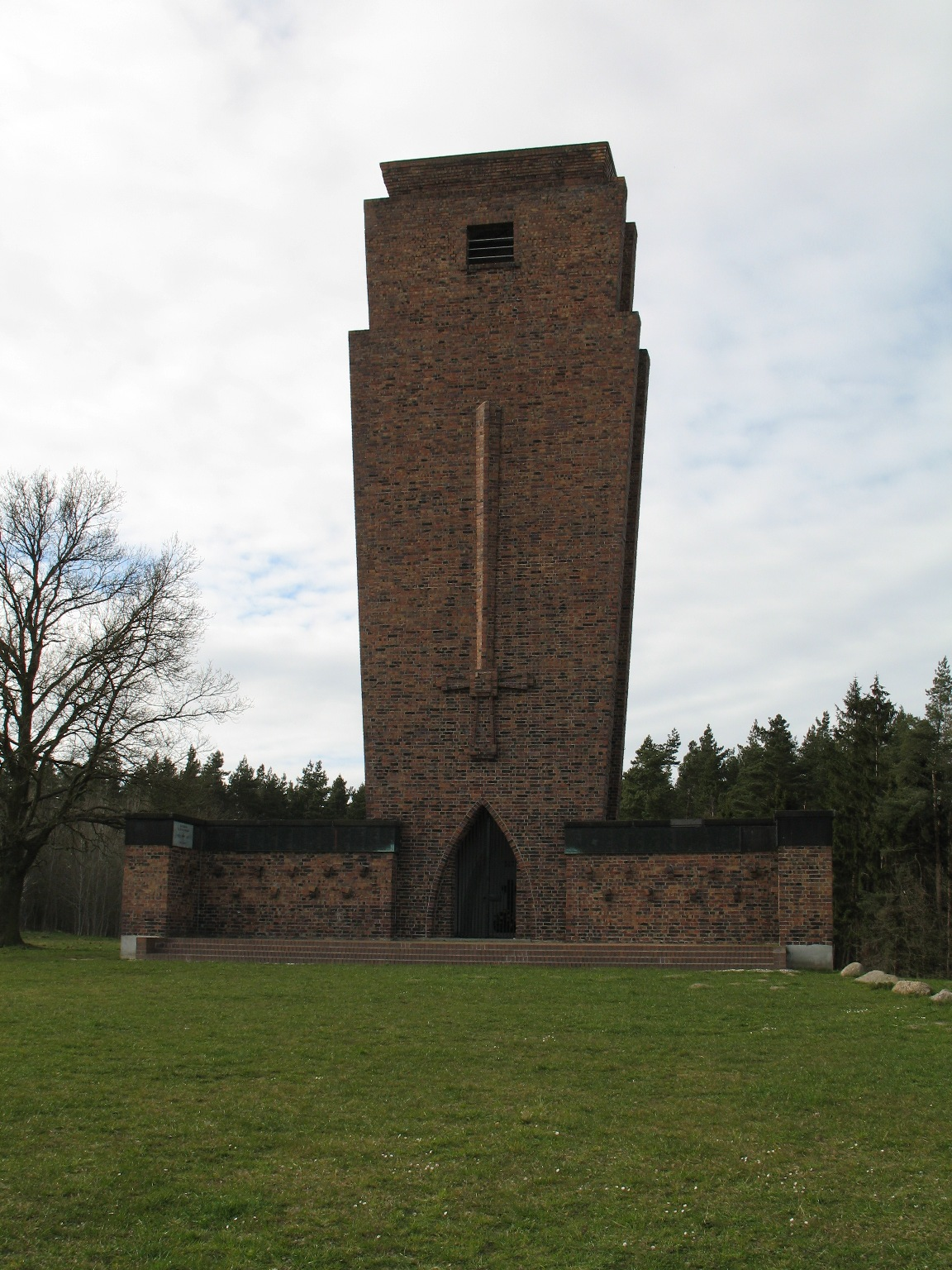
1927 Ehrenmal auf dem Heidberg bei Teterow
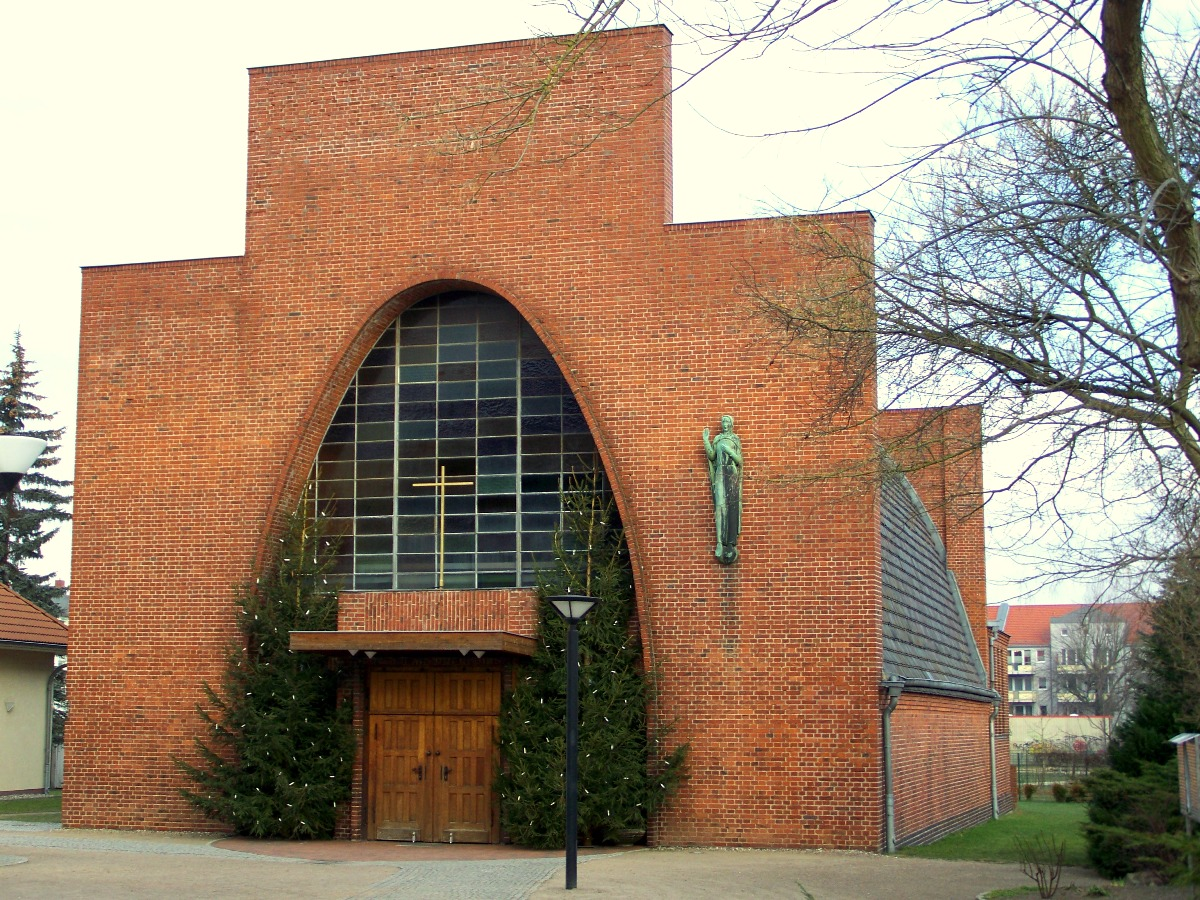
1928 Mariä-Himmelfahrt-Kirche in Güstrow